# Vyacheslav Platonov
Pour les articles homonymes, voir Platonov.
Vyacheslav Alekseyevitch Platonov (en russe : Вячеслав Алексеевич Платонов ; transcription française : Viatcheslav Alekseïevitch Platonov) est un ancien entraineur de volley-ball soviétique et russe né le 21 janvier 1939 à Pouchkine (l'ancienne Tsarskoïe Selo), et mort le 26 décembre 2005 à Saint-Pétersbourg.

## Biographie
Vyacheslav Platonov commence le volley-ball en 1954 au SKIF Leningrad, avant de s'engager en 1957 pour le SKA Leningrad, club dans lequel il évoluera jusqu'en 1965 puis pour le Spartak, le grand club de Leningrad, il y achèvera sa carrière de joueur en 1971, occupant le poste d'entraineur-joueur de 1967 à 1971.
Parallèlement à sa carrière sportive, il est diplômé en 1961 de la Faculté d'éducation physique et des sports de l'Institut pédagogique de Leningrad.
De 1971 à 1975 puis de 1977 à 1989 il entraine l'avtomobilist Leningrad, avec lequel il termine second du championnat d'URSS en 1978 et 1982, et remporte deux coupes d'URSS en 1983 et 1989.
Il connaitra également le succès sur la scène européenne en gagnant deux coupe des coupes en 1982 et 1983, ainsi que deux coupes de la CEV en 1988 et 1989.
Il vivra également deux expériences à l'étranger, au Koweït de 1975 à 1977 puis en Finlande à Raision Loimu en 1989/1990 puis de 1992 à 1995.
Il entrainera à nouveau l'avtomobilist St.Petersburg de 1996 à 1998.
En parallèle à sa carrière d'entraineur en club, Vyacheslav Platonov dirigera également en sélection nationale soviétique, entre 1971 à 1975 il est à la tête de l'équipe junior d'URSS avec laquelle il remportera 3 titres de champion d'europe.
En 1976, à la suite de la défaite de l'équipe masculine soviétique face à la Pologne en finale des jeux de Montréal, il est nommé entraineur principal.
Il entrainera l'équipe d'URSS lors de 3 périodes distinctes (de 1977 à 1985, de 1990 à 1992 puis de 1995 à 1997), sous sa direction l'URSS remportera les jeux olympiques de 1980, les championnats du monde 1978 et 1982, ainsi que 6 titres de championne d'europe, réalisant en outre l'exploit de remporter tous les tournois auquel il participera de 1977 à 1985.
Platonov fut plusieurs fois nommé meilleur entraineur du monde, et fait partie depuis 2002 du Volleyball Hall of Fame.
Il décède des suites d'une longue maladie dans la nuit du 25 au 26 décembre 2005, il est enterré au cimetière Saint-Nicolas près du monastère Saint-Alexandre-Nevski.

## Palmarès
- Jeux olympiques : 1980
- Championnat du monde : 1978, 1982
- Coupe du monde : 1977, 1981, 1991
- Championnat d'Europe : 1977, 1979, 1981, 2000, 2006
- Coupe d'URSS : 1983, 1989
- coupes de la CEV : 1988, 1989
- coupe des coupes : 1982, 1983
- champion d'europe -21 ans : 1971, 1973, 1975